# Liévin-Bonaventure Proyart
Liévin-Bonaventure Proyart (Douchy-lès-Ayette, 13 febbraio 1743 – Arras, 23 marzo 1808) è stato uno scrittore e abate francese.

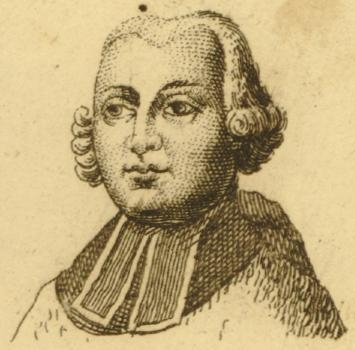
Liévin-Bonaventure Proyart

Fedele al trono e all'altare, quindi monarchico, controrivoluzionario e antimassonico, fu un grande difensore dell'ancien régime.
È conosciuto come il biografo del suo ex allievo Maximilien de Robespierre, che dipinse come un tiranno malvagio e un regicida dalla nascita fino alla morte, al contrario delle memorie non vere di sua sorella Charlotte sul difensore disinteressato dei poveri.

## Biografia
Nato il 13 febbraio 1743 a Douchy-lès-Ayette, un villaggio dell'attuale cantone di Croisilles, a 14 chilometri da Arras, Liévin-Bonaventure Proyart era il quinto dei dieci figli del censore Guislain Proyart (1705-1775) e di Rosalie Decoin. Fu battezzato il giorno stesso in cui nacque. Aveva due fratelli e due sorelle maggiori, due fratelli e tre sorelle minori.
Studiò al collegio di Saint-Quentin poi al seminario di Saint-Louis a Parigi. Uomo di idee affatto progressiste, intransigente ed eccessivamente rigido, degno e studioso di distinzione, assai colto e aspramente critico nei confronti dell'illuminismo, abbracciò lo stato ecclesiastico e si dedicò all'insegnamento. Diventò vice-preside del prestigioso collegio Louis-le-Grand di Parigi, dove era stato innanzitutto prefetto di scienze umane dal 1764 al 1772, delegato ai borsisti di Arras, praticamente il potere di controllo, fino al 1778, ed ebbe per allievi Maximilien de Robespierre, del quale fu il dispensatore dei soccorsi che il vescovo di Arras gli continuava, Camille Desmoulins e Louis Fréron. Da lì, andò al collegio reale di Puy-en-Velay come preside dal 1780 al 1791, dove ebbe per allievo il futuro barone de Vitrolles, il cui zio, l'abate de Pina, era vicario generale della diocesi. Sotto la sua direzione, il collegio di Puy divenne una delle scuole più fiorenti del regno.
L'11 giugno 1775, un giorno di pioggia, sei mesi prima che il padre morisse il 15 dicembre, insieme al preside abate Jean-Baptiste Poignard d'Enthieuloye, un uomo di idee progressiste, e al personale, era presente quando, su cinquecento alunni, Robespierre fu scelto dal professore Louis-Pierre Hérivaux per pronunciare un suo elogio in versi latini diretto al nuovo re Luigi XVI, giunto con la moglie Maria Antonietta e la famiglia reale a visitare il collegio, fatto il suo ingresso solenne a Parigi dopo la cerimonia dell'incoronazione nella cattedrale di Reims prima del ritorno a Versailles. Essendo lo studente vincitore di premi preferito del maestro di retorica, fu una scelta poco controversa o improbabile, ma Proyart aveva letto di più, sospettando che, scegliendo Robespierre per un incontro così importante con il nuovo re, Hérivaux sperava di ispirare il cuore e l'anima del futuro assassino come Bruto o cospiratore come Catilina. Infatti, quando il giovane oratore gli presentò il discorso di congratulazioni preparato per l'approvazione, il degno abate, leggendolo, rimase sbalordito dal suo tono repubblicano, tanto da doverlo correggere e cancellare fino a sfigurare quasi tutto lo sfortunato manoscritto. Robespierre lesse al re e alla regina il discorso redatto di conseguenza da Proyart, che lo aveva paragonato al tribuno Tiberio Gracco che arringava Nasica sulla sua nomina a console, e i due sovrani, bloccati in carrozza dalla pioggia, si complimentarono per l'elogio e il destinatario non appena fu terminato, con non poca gratificazione dell'abate e la non meno confusione del giovane, abbandonato in ginocchio sotto l'acqua scrosciante e spruzzato di fango. Quando viveva ad Arras, aveva conosciuto personalmente François de Robespierre, il padre del rivoluzionario. Secondo lui, Robespierre era un allievo studioso, dedito esclusivamente al lavoro, solitario e sognante, poco espansivo.
Fu richiamato nella diocesi di Arras dal vescovo Hilaire de Conzié. L'ultimo re di Polonia, Stanislao Poniatowski, gli propose, dopo averne scritto una storia, di andare a godere della sua protezione nei suoi stati, ma rifiutò di abbandonare la lotta. Convinto sostenitore dei principi della monarchia, fu totalmente contrario alla rivoluzione, comprese le idee del 1789. Riunì intorno a lui una piccola cerchia di stessi scrittori e si oppose coraggiosamente ai progetti degli innovatori. Nel 1790, privato della sua preferenza e condannato alla deportazione per essersi rifiutato di prestare giuramento di fedeltà alla costituzione, prese ordini ed emigrò, passando in Belgio e poi in Germania. Ma prima di lasciare la sua patria, aveva lasciato alla sua famiglia un testamento ammirevole contro i pericoli dello scisma (Imp. 1792), in cui esortava il suo popolo a rimanere sempre fedele ai veri precetti della religione, e la famiglia fu fedele allo spirito del testamento. Fu lui che, in nome dei preti deportati rimasti a Bruxelles, arringò Dumouriez al suo ingresso trionfale in questa città e ottenne dal generale che questi preti non si sarebbero preoccupati. La reputazione di cui godeva lo fece designare ad arringare l'imperatore Francesco II alla sua incoronazione a duca di Brabante. A causa dei progressi degli eserciti francesi, risiedette con il principe di Hohenlohe-Bartenstein, in Franconia, e ne divenne il consigliere ecclesiastico.
Tornato in Francia sotto il Consolato, dopo la promulgazione del Concordato con la Santa Sede nel 1801, presagì in termini precisi ed enfatici la caduta di Napoleone. Si ritirò a Saint-Germain-en-Laye, dove portò a termine un'opera filo-monarchica intitolata Luigi XVI e le sue virtù alle prese con la perversità del suo secolo, pubblicata nel 1808, in cui espresse il suo attaccamento a Luigi XVI e alla famiglia Borbone e il suo orrore della rivoluzione e della filosofia. L'opera fu bandita dalle suscettibilità di Napoleone e il suo autore imprigionato e maltrattato dalla polizia imperiale a Bicêtre. Vi rimase per un breve periodo grazie ai suoi amici, prima di essere portato in esilio al seminario di Arras, dove morì di idropisia toracica, contratta in prigione mancando tutto nel cuore dell'inverno, al suo arrivo il 23 marzo 1808, all'età di 65 anni.
Fedele ai principi in esilio e al ricordo di Luigi XVI, scrivendo la biografia reale del delfino, figlio di Luigi XV, e quella di Stanislao Leszczyński, volle fornire la prova della verità della religione cristiana e della superiorità del sistema monarchico dall'immagine delle virtù di questi due principi. Rimase, attraverso la persecuzione, fino alla morte, un ardente difensore di Dio e dell'antica Francia, con opere ispirate a criteri reazionari.

## Scritti
- L'Écolier vertueux, ou Vie édifiante de Décalogne, écolier de l'université de Paris, 1772;
- Le Modèle des jeunes gens, ou Vie de Souzi le Pelletier, 1772;
- Histoire de Loango, Kakongo et autres royaumes d’Afrique, 1776;
- Vie du Dauphin, père de Louis XVI, 1777;
- De l'Éducation publique et des moyens d'en réaliser la réforme, 1781;
- Vie du Dauphin, père de Louis XV, 1782;
- Histoire de Stanislas, roi de Pologne, duc de Lorraine et de Bar, 1784;
- Discours à lire au Conseil, en présence du Roi, par un ministre patriote, sur le projet d'accorder l'État Civil aux Protestants (compresi anche i discorsi di Jacques-Julien Bonnaud e Alexandre Charles Anne Lenfant), 1787, 312 pagine;
- Vie de M. de la Mothe d'Orléans, évêque d'Amiens, 1788;
- Préservatif pour ma famille contre les dangers du schisme, Parigi, stampa di Laurens giovane, 1792, 37 pagine;
- Aux citoyens francais, assemblées en Convention-nationale a Paris, 1792;
- Vie de la reine de France, Marie Lesksinska, princesse de Pologne, Bruxelles, Le Charlier, 1794;
- Vie et crimes de Robespierre surnommé le Tyran, depuis sa naissance jusqu'à sa mort (sotto il nome di Le Blond de Neuvéglise, colonnello di fanteria leggera), Augsbourg, 1795;
- Louis XVI détrôné avant d'être roi, ou Tableau des causes nécessitantes de la Révolution française et de l'ébranlement de tous les trônes; faisant partie intégrante d'une Vie de Louis XVI qui suivra, Mannheim, Fontaine, 1800, 531 pagine; Parigi, 1803, 492 pagine;
- Louis XVI et ses vertus aux prises avec la perversité de son siècle, 1808;
- Vie de Madame Louise de France: religieuse carmélite, fille de Louis XV, Rusand, 1808;
- Œuvres complètes de l'abbé Proyart, Méquignon, 1819.